# Artur Daniel Liskowacki

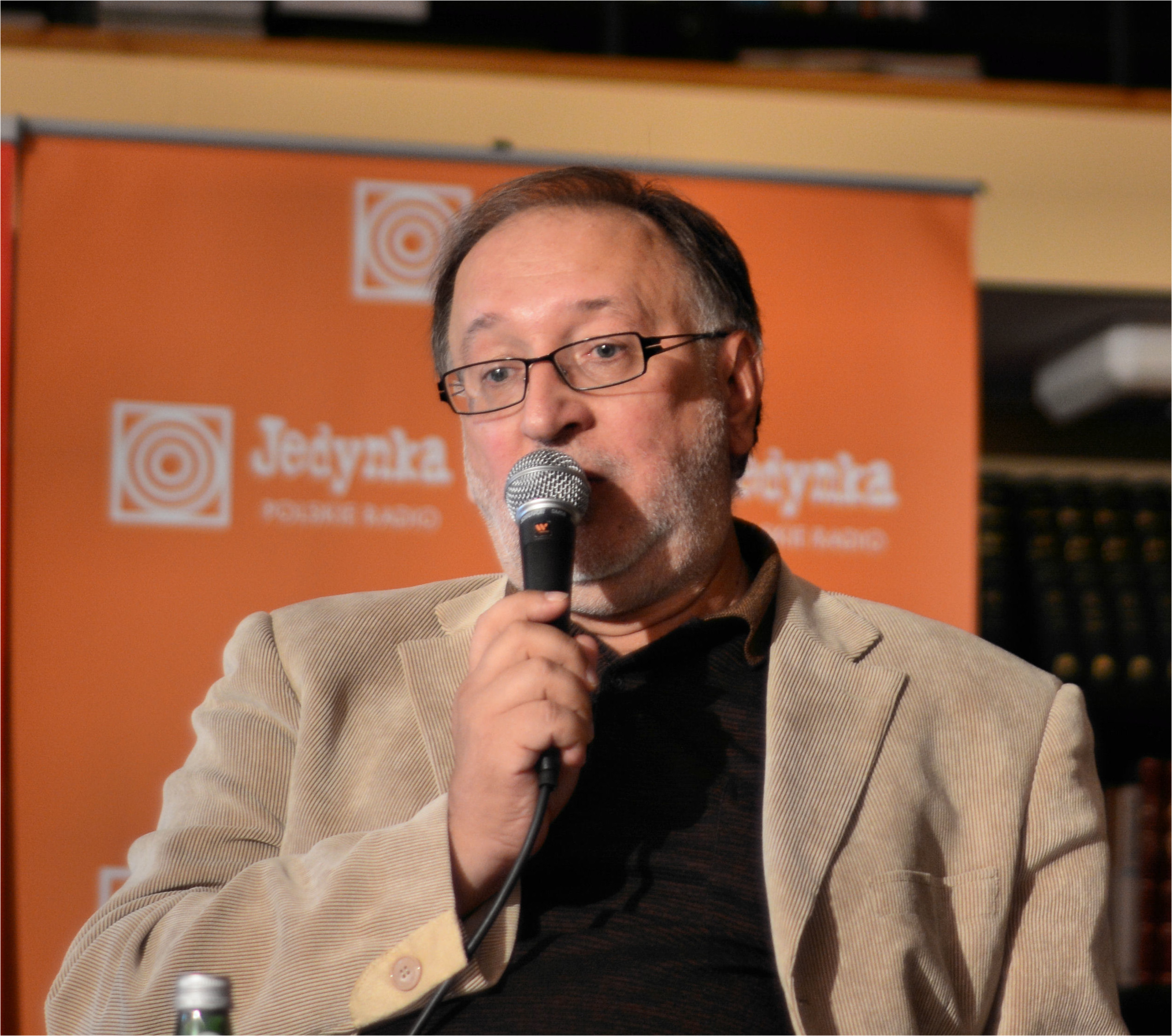
Artur Daniel Liskowacki (2015)

Artur Daniel Liskowacki (* 4. Januar 1956 in Stettin) ist ein polnischer Prosaschriftsteller, Essayist, Theaterkritiker und Kinderbuchautor.

## Leben
Liskowacki besuchte von 1970 das Gymnasium in Stettin und debütierte 1974 noch zu Schulzeiten als Lyriker mit den Gedichten Spotkanie und U fotografa, die in der Zeitschrift Na Przełaj publiziert wurden. Nach dem Abitur 1974 studierte er Polonistik mit Schwerpunkt Theaterwissenschaften an der Adam-Mickiewicz-Universität in Posen. 1978 kehrte er nach Stettin zurück und arbeitet als Redakteur in lokalen Zeitungen. In den 1990er Jahren arbeitete er mit dem Stettiner Pleciuga-Puppentheater und dem Modernen Theater zusammen. Von 2002 bis 2006 leitete er mit Grzegorz Fedorowski die Sendung Instytut Kulturalnych Sporów im TVP Szczecin. 2010 wurde er Chefredakteur der Tageszeitung Kurier Szczeciński.
Er wohnt in Stettin.

## Publikationen

### Lyrik
- Sielanki, 1975
- Autoportret ze szminką, 1985
- Atlas ptaków polskich, 1994
- To wszystko, 2006
- Po sobie, 2010
- Elegijki, 2013
- Późne popołudnie, 2017

### Kinderbücher
- Balbaryk i skrzydlate psy, 1983
- Balbaryk i złota piosenka, 1985
- Najbłękitniejsze oczy, 1987
- Straszny smok Synoptycy, 1989
- Śnieżynek, 1997
- Balbaryk i tajemne wrota, 2008

### Prosa
- Dzikie koty, 1986
- Szepty miłosne, 1996
- Cukiernica pani Kirsch, 1998
- Eine kleine, 2000
  - Sonate für S., übersetzt von Joanna Manc, 2003
- Mariasz, 2007
- Capcarap, 2008
- Murzynek B., 2011
- Skerco, 2011

### Essays
- Ulice Szczecina
- Pożegnanie miasta i inne szkice z pamięci, 2002
- Kronika powrotu, 2012
- Przywracanie, wracanie. Rozmowy szczecińskie z Arturem Danielem Liskowackim, 2014
- Ulice Szczecina. (Ciąg bliższy), 2015

## Nominierungen und Auszeichnungen
- 2001: Finalist des Nike-Literaturpreises für Eine kleine
- 2014: Gloria-Artis-Bronzemedaille für kulturelle Verdienste